# Karin (Carinerland)

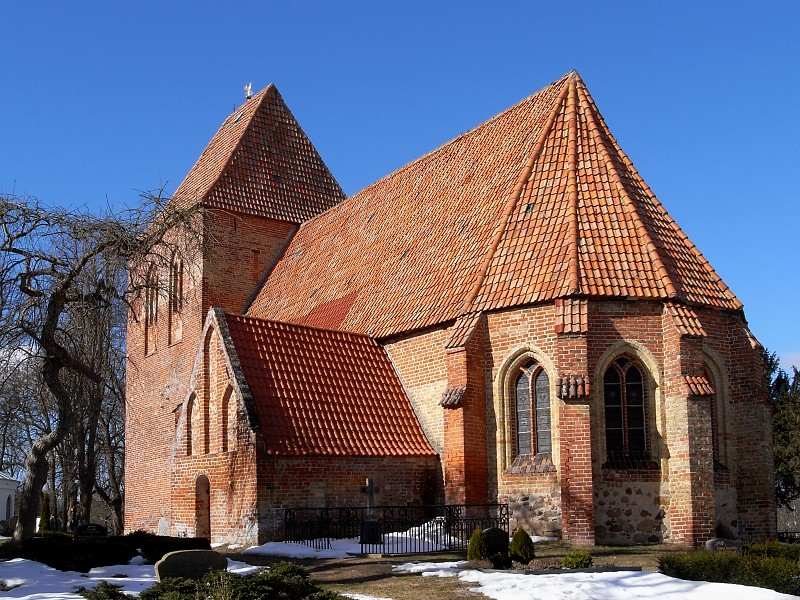
Dorfkirche Alt Karin

Karin war eine von 1957 bis 2004 bestehende Gemeinde im Landkreis Bad Doberan des Landes Mecklenburg-Vorpommern, Deutschland.
Die Gemeinde entstand am 1. Januar 1957 durch den Zusammenschluss von Alt Karin und Neu Karin. Ortsteile der Gemeinde waren Alt Karin, Neu Karin, Bolland und Danneborth. In der DDR lag die Gemeinde im Kreis Bad Doberan des Bezirks Rostock. Seit 1992 gehörte Karin zum Amt Kröpelin.
Karin ging bei der Gemeindefusion am 15. März 2004 in der Gemeinde Carinerland auf, die aus den vormals selbständigen Gemeinden Kamin, Karin, Krempin und Ravensberg gebildet wurde.
Am 31. Dezember 2003 lebten 438	Einwohner auf eine Fläche von 14,76 km².